# Lithobius invadens
Lithobius invadens är en mångfotingart som beskrevs av Filippo Silvestri 1947. Lithobius invadens ingår i släktet Lithobius och familjen stenkrypare.
Artens utbredningsområde är Vietnam. Inga underarter finns listade i Catalogue of Life.